# عبور پیاده ممنوع
 عبور پیاده ممنوع جزء نشان‌های بازدارنده یا انتظامی راهنمایی و رانندگی است. افراد پیاده در مسیرهایی که این نشان است نباید عبور و مرور کنند. این نشان در ایران نیز رایج است.